# Lenore Ripke-Kühn
Lenore Ripke-Kühn (Riga, 31 de enero de 1878 – Tutzing, 21 de octubre de 1955), nacida Eleonore Helene Kühn y conocida también como Leonor Kühn-Frobenius tras su segundo matrimonio, fue una filósofa, pianista y escritora de viajes alemana. 

## Trayectoria
Lenore Kühn era hija de un profesor de secundaria y de música en Riga. Tras estudiar allí, en 1896 se fue a la Escuela Superior de Música de Berlín y después a París, donde estudió con Raoul Pugno. Luego asistió en Berlín al Gymnasium für Mädchen (en español, equivalente a una academia para señoritas) con la pedagoga Helene Lange y se graduó de la escuela secundaria en Hanau en 1903. Estudió filosofía en Berlín, Erlangen y Friburgo de Brisgovia con el pensador Heinrich Rickert. Además, trabajó como profesora de piano y como pianista. En 1907, terminó el doctorado en Filosofía en Friburgo sobre un tema de estética.
En 1908, se casó con el periodista Axel Ripke y vivieron en Frankfurt am Main primero y en Berlín a partir de 1910. Ambos escribieron y trabajaron como editores para la revista alemana Der Panther (en español, La Pantera). En 1915, Ripke-Kühn publicó un ensayo sobre Nietzsche en el que presentaba su interpretación folclórica desde la perspectiva de autores nacionalsocialistas. Pronto aprendió a apreciar a Elisabeth Förster-Nietzsche con quien estuvo en contacto durante más de 20 años.
En 1917, tras un llamamiento a las mujeres académicas, trabajó en una fábrica de municiones en Baviera. Ese mismo año, participó en la fundación de la Sociedad Antisemita de Abeto de 1914 y se convirtió en miembro fundador de la Sociedad Filosófica Alemana, que fue fundada en contra de la supuesta influencia judía en la Sociedad Kant (Paul Cassirer estaba destinado). Estuvo presente en la lucha por la Ciudad libre de Danzig en 1918 y 1919 junto a la escritora y periodista Käthe Schirmacher, que era natural de la ciudad polaca de Gdansk.
Defendió las posturas del Partido Nacional del Pueblo Alemán (DNVP), para el que trabajó a tiempo completo entre 1919 a 1923 centrada en desarrollar las políticas para la mujer. También participó en el programa del primer partido, tratando de afianzar la actividad profesional de las mujeres. Se divorció en 1919 y se casó con el pintor Hermann Frobenius en 1922, de quien se separó cuatro años más tarde en 1926.
En 1920, luchó contra la teoría de la relatividad de Albert Einstein junto con el físico Ernst Gehrcke a partir de bases filosóficas. Desde 1921, publicó una revista política femenina en el DNVP, se ocupó del matriarcado de Johann Jakob Bachofen y también trabajó profesionalmente en el Archivo Nietzsche. En 1921 fundó, junto con Walter Schotte, la revista Frau und Nation, que fue financiada por círculos de derecha hasta 1923, y volvió a aparecer posteriormente entre 1931 y 1933.
La obra por encargo de Eugen Diederichs, Escuela del Amor (1930), sobre la educación de la sexualidad femenina, fue publicada en numerosas ediciones hasta 1965.  
En 1926, se convirtió a la fe de los "Creyentes en Dios" (Gottgläubig), movimiento religioso nazi, tomando posiciones anticristianas y realizando declaraciones antisemitas. Pertenecía al movimiento de mujeres que Adolf Hitler y otros nacionalsocialistas rechazaron. En ese momento, estaba involucrada en el movimiento de fe alemán de Jakob Wilhelm Hauer. Sólo se pudieron publicar unos pocos artículos.
Como autora polifacética, escribió relatos de viaje y ensayos de historia del arte. Más tarde vivió en Weilheim in Oberbayern, en la región de Alta Baviera, y en Murnau am Staffelsee. No fue hasta 1948 cuando conoció personalmente a Mathilde Ludendorff, que seguía siendo antisemita. En 1951, intentó movilizar sin éxito a la Federación de Mujeres Académicas de Múnich contra el resultado de los procedimientos de arbitraje (negociaciones llevadas a cabo en el curso de la desnazificación después de 1945 en las tres zonas de ocupación occidentales de Alemania, hasta 1949).
El yerno de Ludendorff, Franz Karg von Bebenburg en Pähl, publicó por esas fechas algunas de sus obras. Lenore Ripke-Kühn falleció en 1955.

## Obra
- pseud. Diotima: Escuela de Amor, Eugen Diederichs, Jena, 1930 (muchas ediciones y traducciones).[5]
  - Diotíma: Escuela de Amor, de Leipzig, 2009 (versión resumida y comentada) ISBN 978-3-923211-34-0.[6]
- Die deutschnationale Frau, la Revista de la DNVP 1921-1923, 1931-1933.
- Mitarb. in: Sophie Rogge-Börner (Hg.): Die deutsche Kämpferin (en español, La alemana luchadora), Revista 1933-1937 (Prohibida).
- Das Buch Eros: Studien zur Liebesgeschichte von Seele, Welt, Gott, Diederichs, Jena 1920 (en español, El Libro de Eros: Estudios sobre la historia de amor del alma, del mundo, de Dios), Diederichs, Jena, 1920.
- Kant kontra Einstein, Erfurt 1920.[7]
- Wir Frauen, (en español, Nosotras, Las Mujeres), Langensalza 1923.
- Magna Mater, Diederichs, Jena, 1928.
- Die Autonomie der Werte, 2 (en español, La Autonomía de los Valores, 2). Bde., Berlín 1926-1931.
- Natürlicher Aristokratismus, en: Irmgard Reichenau (Ed.): Deutsche Frauen an Adolf Hitler (en español, Las mujeres alemanas a Adolf Hitler), edición original, Leipzig, 1934.
- Dr. med. Mathilde Ludendorff - eine aufrechte Gotteskämpferin, [Nachlass] 1952.
- Asien über dir. Eine soziologische Kulturstudie zur europäischen und asiatischen Mentalität, (en español,  Asia a través de ti. Un estudio cultural sociológico desde la mentalidad europea y asiática) Editorial Hohe Warte, Franz Karg von Bebenburg, Pähl, 1953.
- Erinnerungen an livländisches Landleben (en español, Recuerdos de la vida rural en Livonia), hrsg. v. Detlef Kühn, Nordostdeutsches Kulturwerk, Lüneburg 1983.